# (5552) Studnička
(5552) Studnička es un asteroide perteneciente al cinturón de asteroides descubierto el 16 de septiembre de 1982 por Antonín Mrkos desde el Observatorio Kleť, České Budějovice, República Checa.

## Designación y nombre
Designado provisionalmente como 1982 SJ1. Fue nombrado Studnička
en homenaje a František Josef Studnička, profesor de matemáticas en la Universidad Charles de Praga, bastante activo en astronomía y meteorología. Fue conocido por ser el autor de varios libros de texto y artículos populares. Comenzó su trabajo como profesor en České Budějovice.

## Características orbitales
Studnička está situado a una distancia media del Sol de 2,775 ua, pudiendo alejarse hasta 3,458 ua y acercarse hasta 2,093 ua. Su excentricidad es 0,245 y la inclinación orbital 8,217 grados. Emplea 1689,27 días en completar una órbita alrededor del Sol.

## Características físicas
La magnitud absoluta de Studnička es 12,8. Tiene 7,331 km de diámetro y su albedo se estima en 0,275. Está asignado al tipo espectral S según la clasificación SMASSII.